# Show Boat (pel·lícula de 1936)
Show Boat és una pel·lícula musical romàntica estatunidenca de 1936 dirigida per James Whale, basada en el musical del mateix nom de 1927 de Jerome Kern i Oscar Hammerstein II, que al seu torn va ser adaptat de la novel·la homònima de 1926 d'Edna Ferber.
Universal Pictures havia filmat el part-talkie Show Boat que es va estrenar el 1929. Carl Laemmle, cap d'Universal, havia estat profundament insatisfet amb aquella pel·lícula i volia fer una versió del musical amb tot el so. Originalment estava previst que es fes el 1934, però tenia previst fer aquesta versió amb Russ Columbo ja que l’actor Gaylord Ravenal va fracassar quan Columbo va morir aquell any en un accident d'escopeta, i la producció de la pel·lícula es va reprogramar. La pel·lícula, amb diversos membres del repartiment original de Broadway, va començar la fotografia principal a finals de 1935 i es va estrenar el 1936.
A més de les cançons conservades de la producció escènica, Kern i Hammerstein van escriure tres cançons addicionals per a la pel·lícula. Dos d'ells es van interpretar en espais reservats abans per a cançons de la producció escènica.

## Argument
La història del musical abasta uns 40 anys, des de finals de la dècada de 1880 fins a finals de la dècada de 1920. Magnolia Hawks (Irene Dunne) és una jove de 18 anys que va al showboat de la seva família, el Cotton Palace, que recorre el Riu Mississipí fent espectacles. Coneix en Gaylord Ravenal (Allan Jones), un jugador encantador, s'enamora d'ell i finalment es casa amb ell. Juntament amb la seva filla, la parella abandona el vaixell i es trasllada a Chicago, on viuen dels guanys de les apostes de Gaylord. Després d'uns 10 anys, experimenta una ratxa de pèrdues especialment dolenta i abandona Magnolia,perquè se sent culpable d’estar arruïnant la seva vida a causa de les seves pèrdues. La Magnolia es veu obligada a criar la seva petita filla sola. En una trama paral·lela, Julie LaVerne (Helen Morgan) (l'actriu principal del show boat, que és en part negra, però passant per blanca) es veu obligada a abandonar el vaixell a causa dels seus antecedents, portant-se a Steve Baker (Donald Cook) (el seu marit blanc, amb qui, segons la llei de l'estat, està casada il·legalment) amb ella. Finalment, Julie també és abandonada pel seu marit, i es converteix en una alcohòlica. Magnolia es converteix en un èxit a l'escenari de Chicago. Vint-i-tres anys més tard, Magnolia i Ravenal es retroben al teatre on Kim, la seva filla, apareix en el seu primer paper protagonista a Broadway.

## Repartiment
- Irene Dunne com a Magnolia
- Allan Jones com a Gaylord Ravenal

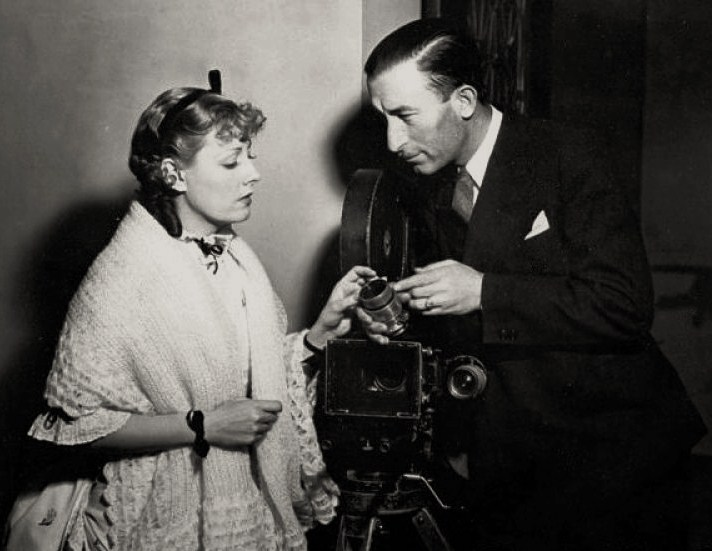
Irene Dunne i John J. Mescall (cinematògraf) al set de Show Boat (1936)

- Charles Winninger as Cap'n Andy Hawks
- Paul Robeson com a Joe
- Helen Morgan com a Julie
- Helen Westley com a Parthy Ann Hawks
- Queenie Smith com Ellie May Chipley
- Sammy White com a Frank Schultz
- Donald Cook com a Steve Baker
- Hattie McDaniel com a Queenie
- Francis X. Mahoney com Rubber Face Smith
- Marilyn Knowlden com a Kim (de nen)
- Sunnie O'Dea com a Kim (a setze anys)
- Arthur Hohl com a Pete
- Charles B. Middleton com a Vallon
- J. Farrell MacDonald com a Windy
- Clarence Muse com a porter
- Charles C. Wilson com a Jim Green (sense acreditar)
- J. Gunnis Davis com a Doctor (sense acreditar)
- Eddie "Rochester" Anderson com a jove negre (sense acreditar)

## Producció
Aquesta versió cinematogràfica de Show Boat és protagonitzada per Irene Dunne com a Magnolia i Allan Jones com a Ravenal, amb Charles Winninger, Paul Robeson, Helen Morgan, Helen Westley, Queenie Smith, Sammy White, Donald Cook, Hattie McDaniel, Charles Middleton i Arthur Hohl. Va ser dirigit per James Whale, que va intentar portar tantes persones de la producció escènica com va poder per treballar en la pel·lícula. (Florenz Ziegfeld, que va morir el 1932, havia produït originalment Show Boat a l'escenari.) Winninger, Morgan i White havien interpretat prèviament els seus papers tant a la producció escènica original de 1927 com a la revival escènica del musical de 1932. Robeson, per a qui es va escriure el paper de Joe, havia aparegut a l'espectacle a l'escenari de Londres el 1928 i al revival de Broadway de 1932. Dunne havia estat contractat per substituir Norma Terris, la Magnolia original, al versió de gira de l'espectacle i havia fet una gira pels Estats Units. en el paper que va començar el 1929. Francis X. Mahoney, que va interpretar breument el paper de l'escenògraf còmic "Rubber Face" Smith, també havia protagonitzat la producció original i el revival de Broadway de 1932, i repetiria el seu paper en el revival de Broadway de Show Boat el 1946, dos anys abans de la seva mort.
Aquesta pel·lícula també va comptar amb els serveis de l'orquestrador original del programa, Robert Russell Bennett, i del seu director original, Victor Baravalle, com a director musical i director de la pel·lícula. El guió de la pel·lícula va ser escrit per Hammerstein.
Les cançons es van interpretar d'una manera molt semblant a la versió escènica original, sense comptar les tres cançons noves escrites per a la pel·lícula. Molts dels arranjaments vocals originals de l'espectacle (per un Will Vodery no acreditat) van ser retinguts a la pel·lícula. Segons una entrevista del New York Times amb Dunne, la seva interpretació durant el viatge en cotxe va ser massa entretallada i la seva gravació en una banda sonora separada massa suau, i la cançó es va treure. La música de la cançó s'escolta a la seqüència d'automòbils, en una escena anterior del vestíbul d'un hotel i al escena en què Magnolia rep la carta de comiat de Ravenal.
A causa de les limitacions de temps, Whale es va veure obligat a esborrar gran part de la seva seqüència final, inclòs un número de ball "modern" per contrastar amb el número de producció romàntic "Old South" amb Kim, i que tenia la intenció de destacar les contribucions negres americanes a la dansa i a la música. Per tal de condensar molts anys en el rodet final de la pel·lícula, es van fer servir una sèrie de muntatges i fragments de temps amunt i a baix de "Gallivantin' Aroun", arranjats per Robert Russell Bennett, s'han utilitzat en lloc del diàleg o sota diàleg incidental. També hi hauria hagut una repetició addicional d’"Ol' Man River", cantada per Paul Robeson amb maquillatge de vell com a Joe, però això es va eliminar, i mai veiem un Joe (o Queenie) envellit a la pel·lícula com a alliberat.
Segons l'historiador del cinema Miles Kreuger al seu llibre Show Boat: The History of a Classic American Musical, el director James Whale va tenir molta cura per garantir una sensació d'autenticitat total en l'escenografia i el disseny de vestuari d’aquesta pel·lícula.

## Recepció
Frank S. Nugent de The New York Times la va anomenar "una de les millors pel·lícules musicals que hem vist". Escrivint per a The Spectator el 1936, Graham Greene va donar a la pel·lícula una crítica lleugerament positiva, caracteritzant la direcció com "una suavitat econòmica" i descrivint la pel·lícula com "bon entreteniment, sentimental, literari, però estranyament atractiu". Greene també va comentar que la pel·lícula havia rebut crítiques d'altres espectadors que el final havia patit "l'extrem sentimentalisme i la improbabilitat de la reunió [final]".
Va ser la vuitena pel·lícula més popular a la taquilla britànica el 1935–36.

## Retirada temporal de la circulació
Tot i que la pel·lícula va ser aclamada per la crítica i va tenir èxit a taquilla, va ser retirada de la circulació a la dècada de 1940, després que Metro-Goldwyn-Mayer, que volia refer la pel·lícula, comprés els drets (i totes les impressions) a Universal. MGM originalment volia que el remake el protagonitzessin Jeanette MacDonald i Nelson Eddy, però aquests plans van fracassar. Show Boat de MGM no es va començar a rodar fins a finals de 1950, i es va estrenar l'estiu de 1951 amb Kathryn Grayson i Howard Keel en els papers principals.
El 2014, una restauració de la pel·lícula va estar disponible en DVD als Estats Units. com a part de la Warner Archive Collection de Warner Home Video; i el 2020, The Criterion Collection] va publicar un Blu-ray de restauració 4K.

## Reconeixements
El 1996, aquesta versió de Show Boat va ser seleccionada per a la seva conservació al National Film Registry dels Estats Units de la Biblioteca del Congrés dels Estats Units com a "cultural, històricament o estèticament significativa".
La pel·lícula està reconeguda per l'American Film Institute en aquestes llistes:
- 2002: AFI's 100 Years...100 Passions – Nominada[14]
- 2004: AFI's 100 Years...100 Songs:
  - "Ol' Man River" – #24[15]
- 2006: AFI's Greatest Movie Musicals – #24[16]

## Mitjans domèstics
Show Boat es va posar a disposició a VHS a partir de 1990 (MGM/UA M301757). The Voyager Company, sota la seva etiqueta The Criterion Collection, va llançar dues versions a laserdisc el 1989 de la versió de 1936. Una era una edició especial amb extres que incloïa la història dels vaixells d'espectacles en general i la seva història escènica i cinematogràfica, i l'altra era una versió només pel·lícula. MGM/UA Home Video va publicar les versions de 1929, 1936 i 1951, així com la seqüència Show Boat de Till the Clouds Roll By, com a col·lecció The Complete Show Boat a Laserdisc a 1995. La versió de 1929 es va restaurar i aquesta versió és la versió més completa disponible. La transferència de la versió de 1936 és la mateixa que la de la The Criterion Collection i la de 1951 era del llançament estèreo restaurat que MGM havia fet anteriorment.
El febrer de 2014, una restauració de la pel·lícula va estar disponible en DVD als Estats Units com a part de la Archive Collection line de Warner Home Video. L'inventari inicial s'omplirà amb DVD fabricats; l'inventari posterior s'omplirà amb DVD sota demanda (DVD-R).
El març de 2020, Criterion va llançar tant un DVD com un Blu-ray d'aquesta versió, amb imatges de la versió de 1929 i comentaris de Miles Krueger tant al llargmetratge com al metratge de 1929, tots dos portats del llançament del disc làser CAV.